# Dwars door het Hageland
La Dwars door het Hageland es una carrera ciclista de un día belga que se disputa en la región de Hageland, en el mes de abril.
Creada en 2001 como amateur se disputaron tres ediciones seguidas aunque posteriormente sufrió un parón de tres años volviéndose a disputar en 2006 también como amateur. En 2010 entró a formar parte del UCI Europe Tour, dentro de la categoría 1.2. (última categoría del profesionalismo).
Siempre comienza y finaliza en la localidad de Aarschot, por ello a veces se incluye el nombre de dicho municipio en el nombre de la carrera.

## Palmarés
| Año                               | Ganador              | Segundo             | Tercero               |
| --------------------------------- | -------------------- | ------------------- | --------------------- |
| (ediciones amateur)               |                      |                     |                       |
| 2001                              | Jan Claes            | Wesley Bellen       | Sandro Bijnen         |
| 2002                              | Frank Verjans        | Wouter Van Mechelen | Niels Hammers         |
| 2003                              | Gordon McCauley      | Andy Vanhoudt       | Kurt Wouters          |
| 2004-2006 ediciones no realizadas |                      |                     |                       |
| 2006                              | Gediminas Bagdonas   | Nico Kuypers        | Simas Kondrotas       |
| 2007                              | Dave Bruylandts      | Nico Kuypers        | Kurt Van Goidsenhoven |
| 2008                              | Bert Scheirlinckx    | Lieuwe Westra       | Nico Sijmens          |
| 2009                              | Geert Omloop         | Benny Deschrooder   | Benjamin Gourgue      |
| (ediciones profesionales)         |                      |                     |                       |
| 2010                              | Frédéric Amorison    | Stijn Steels        | Michael Tronborg      |
| 2011                              | Grégory Habeaux      | Huub Duijn          | Christian Jørgensen   |
| 2012                              | Timothy Stevens      | Davy Commeyne       | Niko Eeckhout         |
| 2013-2015 ediciones no realizadas |                      |                     |                       |
| 2016                              | Niki Terpstra        | Wout van Aert       | Florian Sénéchal      |
| 2017                              | Mathieu van der Poel | Taco van der Hoorn  | Wout van Aert         |
| 2018                              | Krists Neilands      | Elia Viviani        | Gianni Vermeersch     |
| 2019                              | Kenneth Vanbilsen    | Niki Terpstra       | Quinten Hermans       |
| 2020                              | Jonas Rickaert       | Nils Eekhoff        | Gianni Vermeersch     |
| 2021                              | Rasmus Tiller        | Danny van Poppel    | Yves Lampaert         |
| 2022                              | Oscar Riesebeek      | Gianni Vermeersch   | Florian Sénéchal      |
| 2023                              | Rasmus Tiller        | Stan Van Tricht     | Florian Vermeersch    |
| 2024                              | Gianni Vermeersch    | Jonas Abrahamsen    | Hartthijs de Vries    |
| 2025                              |                      | Rasmus Tiller       | Tibor Del Grosso      |

## Palmarés por países
| País         | Victorias |
| ------------ | --------- |
| Bélgica      | 11        |
| Países Bajos | 3         |
| Noruega      | 2         |
| Australia    | 1         |
| Lituania     | 1         |
| Letonia      | 1         |
| Francia      | 1         |